# Ломикамінь супротивнолистий
Ломикамінь супротивнолистий (Saxifraga oppositifolia) — вид трав'янистих рослин родини ломикаменеві (Saxifragaceae), поширений у гірських та арктичних р-нах Центральної і Сх. Європи, Азії та Північної Америки. Етимологія: лат. folius — «листя», лат. oppositus — «навпроти».

## Опис
Це багаторічні трав'янисті рослини 3–5(6) см заввишки, з численними сланкими густо вкритими листям пагонами. Листки супротивні, видовжено обернено-яйцеподібні, цілокраї, до 6 мм завдовжки та 2.5 мм завширшки, на верхівці тупі та потовщені, голі, по краю війчасті. Квітучі стебла коричнево волосисті. Квіти поодинокі, верхівкові, майже сидячі, радіально симетричні, до 1–3 см шириною, з 5 вільними чашолистками й пелюстками. Чашолистки яйцеподібні, тупі, по краю війчасті. Пелюстки рожеві або багряні, обернено-яйцеподібні, 10–11 мм завдовжки, 5–6 мм завширшки, у 2–2.5 рази довші за чашечку. Плід яйцеподібна коробочка.
Цвіте у квітні–серпні, плодоносить у липні–серпні. Насіння важить всього 0.0001 г і поширюється з вітром. Листки вічнозелені й витримують температуру до -40 °C без ушкоджень. Квіти дуже холодостійкі й витримують температуру до -15°С.

## Поширення
Європа (Австрія, Чехія, Німеччина, Польща, Словаччина, Швейцарія, Фарерські острови, Фінляндія, Ісландія, Ірландія, Норвегія [вкл. Шпіцберген і Ян-Маєн], Швеція, Велика Британія, Албанія, Болгарія, Греція, Італія, Македонія, Чорногорія, Румунія, Сербія, Словенія, Франція, Іспанія), Азія (Китай, Казахстан, Киргизія, Монголія, Росія), Північна Америка (Ґренландія, Канада, США). У Швейцарії ця рослина була виявлена на висоті 4505 м. На півночі ареалу росте на більш низьких висотах. Росте на 83°40' на Кафеклуббені, північнішій точці суходолу. Населяє кам'янисті схили, щілини скель, розсипища, поблизу сніжників, на півночі — пустища і луки, річкові та морські тераси, купини на болотах, кам'янисті чи гравійні місця. Росте на від добре до слабо дренажних ґрунтах з від слабокислої до основної реакцією (рН). 
В Україні відомий лише з одного локалітету на Чорногорі: ур. Кізі Улоги, на скелях г. Бребенескул (Ів.-Фр. обл.). Від 1933 р. вид у названому локалітеті не знаходили; можливо, він зник унаслідок інтенсивного випасання. Природоохоронний статус виду: зниклий у природі.

## Використання
Це популярна рослина альпійських гірок, хоча її важко вирощувати в теплому кліматі. Пелюстки їстівні. Вони гіркі спочатку, але через приблизно 1 секунду стають солодкими; вони трохи липкі.

## Галерея

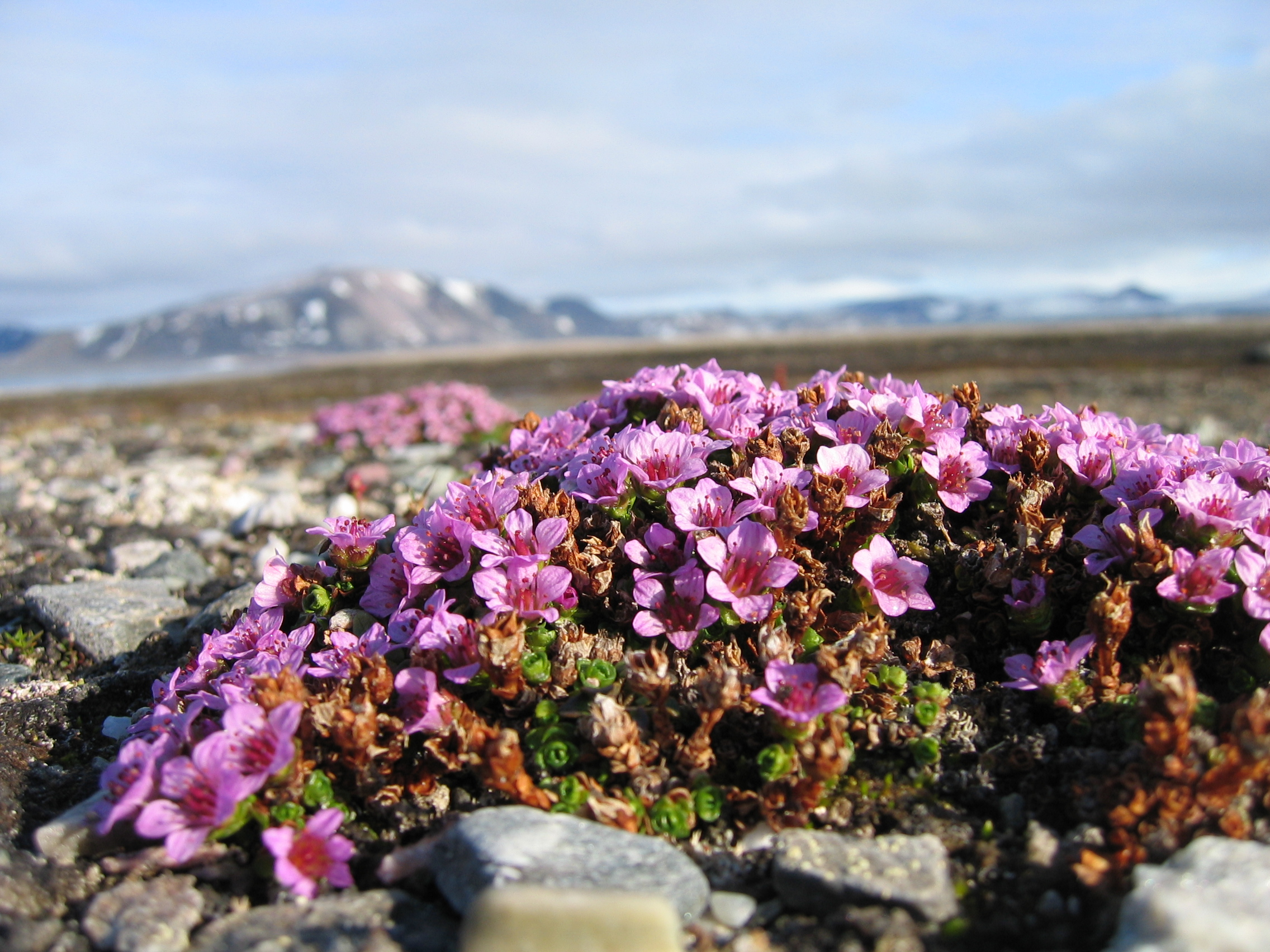
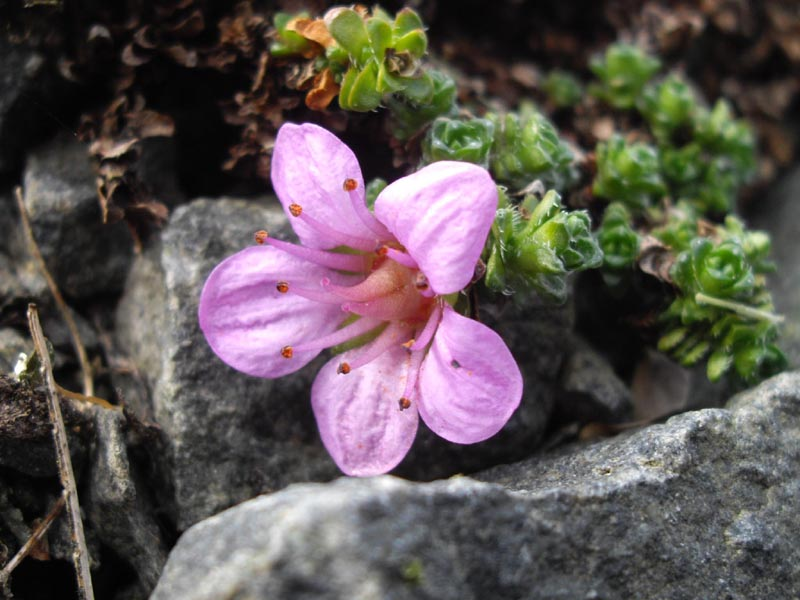
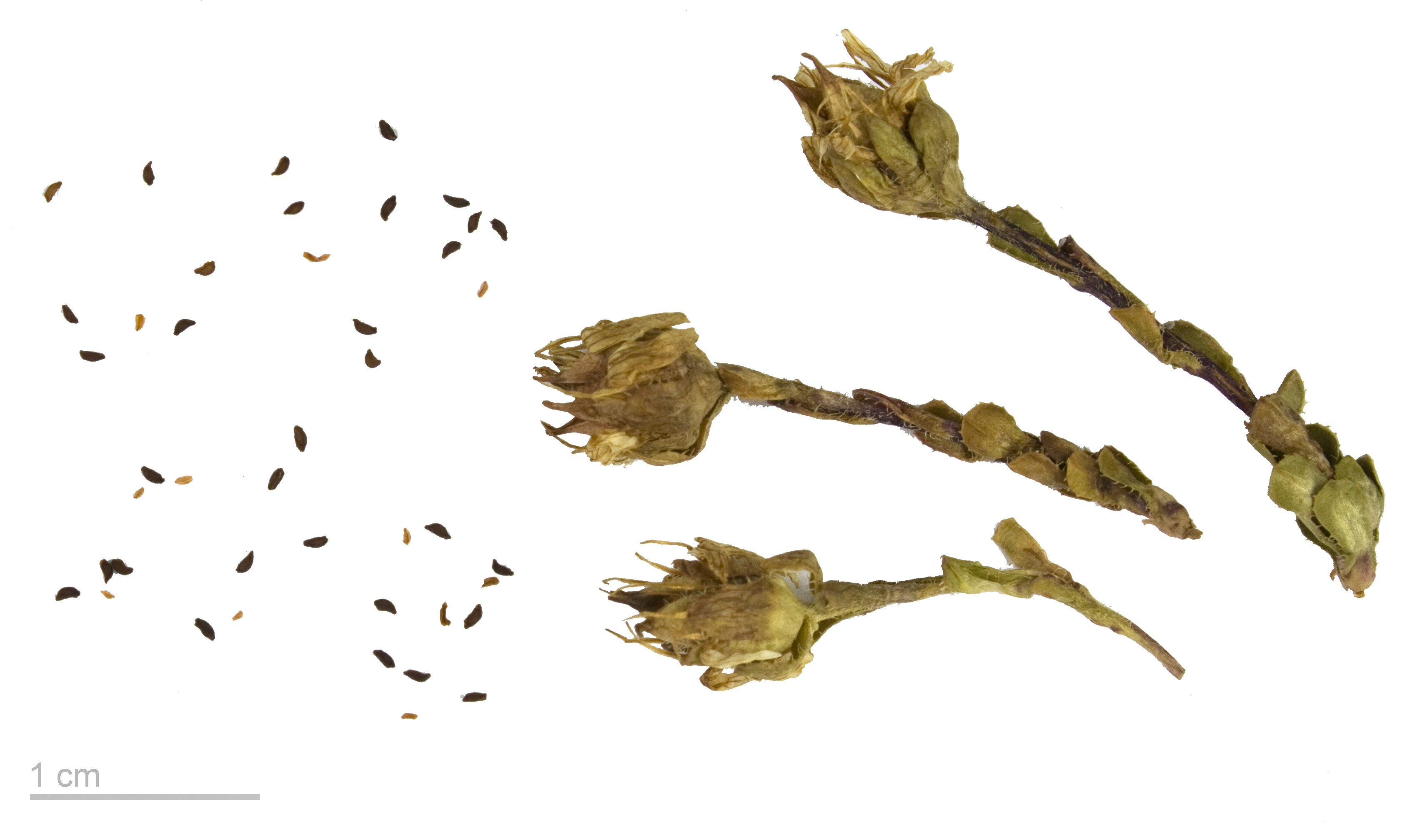
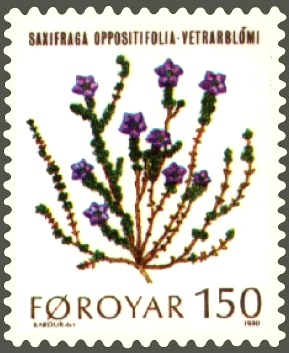